# Кулматов, Кенеш Нурматович
Кенеш Нурматович Кулматов (род. 25 мая 1934, Ак-Бешим, Киргизская АССР) — советский и российский дипломат, государственный, партийный и комсомольский деятель. Доктор исторических наук, профессор. Чрезвычайный и полномочный посол.

## Биография
В 1955 году окончил филологический факультет Киргизского государственного университета по специальности «учитель киргизского языка и литературы».
С 1956 года — инструктор, заместитель заведующего отделом школ и учащейся молодёжи ЦК ЛКСМ Киргизской ССР, первый секретарь Чуйского районного комитета ЛКСМ Киргизской ССР, заведующий отделом ЦК ЛКСМ Киргизской ССР, секретарь ЦК ЛКСМ Киргизской ССР.
В 1959—1960 годах — первый секретарь Ошского областного комитета ЛКСМ Киргизской ССР.
В 1960—1965 годах — первый секретарь ЦК ЛКСМ Киргизской ССР.
В 1965—1970 годах — первый секретарь Свердловского районного комитета Коммунистической партии Киргизской ССР г. Фрунзе.
В 1968 году в Ташкентском государственном университете имени В. И. Ленина защитил диссертацию на соискание учёной степени кандидата исторических наук по теме «Комсомол Киргизии — активный помощник партии в борьбе за дальнейшее развитие общественного животноводства (1961—1965 гг.)» (специальность 570 — история КПСС).
В 1970—1973 годах — первый секретарь Фрунзенского городского комитета Коммунистической партии Киргизской ССР.
В 1971—1983 годах — секретарь ЦК Коммунистической партии Киргизской ССР.
В 1984 году защитил диссертацию на соискание учёной степени доктора исторических наук по теме «Деятельность Компартии Киргизии по совершенствованию идеологической работы на этапе развитого социализма» (специальность 07.00.01 — история КПСС).
В 1985 году окончил Дипломатическую академию МИД СССР.
С 19 ноября 1985 по 21 июля 1988 года — чрезвычайный и полномочный посол СССР в Шри-Ланке и в Мальдивской Республике (9 января 1986 — 16 августа 1988) по совместительству.
С 22 июня 1988 по 14 сентября 1990 года — чрезвычайный и полномочный посол СССР в Королевстве Непал.
В 1991 году окончил факультет повышения квалификации при Дипломатической академии МИД СССР.
В 1991—1992 годах — посол по особым поручениям МИД СССР.
С 2 ноября 1992 по 14 марта 1997 года — чрезвычайный и полномочный посол Российской Федерации в Объединённой Республике Танзания.
С 1997 года — заместитель проректора по научной работе — заместитель директора Института актуальных международных проблем Дипломатической академии МИД России и профессор Дипломатической академии МИД России.
Избирался депутатом Верховного Совета СССР 6-го созыва (1962—1965), депутатом Верховного Совета Киргизской ССР.

## Дипломатический ранг
- Чрезвычайный и полномочный посол.

## Награды
- Два ордена Трудового Красного Знамени.
- Орден Дружбы народов (14 ноября 1980) — за большую работу по подготовке и проведению Игр XXII Олимпиады[8].
- Орден «Знак Почёта».
- Почётная грамота МИД России.
- Орден «Манас» III степени (Кыргызстан, 2002).
- Орден «Данк»  (Кыргызстан, 2024)[9].
- Почётный профессор Дипломатической академии МИД Кыргызстана[10].